# Kecamatan Baolan
Kecamatan Baolan är ett distrikt i Indonesien.   Det ligger i provinsen Sulawesi Tengah, i den norra delen av landet, 1 700 km nordost om huvudstaden Jakarta.